# Ильинский, Игорь Владимирович (литературовед)
Игорь Владимирович Ильинский (1880, Санкт-Петербург — 10 декабря 1937, Тула) — российский, советский адвокат, библиограф, литературовед, сотрудник Дома-музея Л. Н. Толстого в Ясной Поляне.

## Биография
Родился в 1880 году в Санкт-Петербурге. Из поместных дворян Тульской губернии. Окончил Тульскую мужскую гимназию. Ещё гимназистом в имении П. И. Левицкого Алексеевское Чернского уезда Тульской губернии познакомился с писателем Львом Толстым. Окончил юридический факультет Московского университета. Работал присяжным поверенным, сотрудником газеты «Русские ведомости». С 1914 года до Февральской революции 1917 года — уполномоченный Всероссийского земского союза. В 1917 году — в Минске и Петрограде в Комитете по объединению общественных организаций.
В 1918 году занимался ликвидацией библиотеки Румянцевского музея, послужившей основой Государственной библиотеки СССР имени В. И. Ленина (ныне РГБ). С 1919 года работал в Коллегии защитников, с 1920 года — заведующим культурно-просветительным отделом Главземхоза. 31 мая 1922 года арестован и обвинен в содействии польскому шпионажу. 3 сентября 1922 года вышел из тюрьмы. Будучи хорошо знакомым с семьей Л. Н. Толстого, уехал в Ясную Поляну. Там написал исследования «Очерки родового прошлого Л. Н. Толстого» и «Социально-экономические факты биографии Л. Н. Толстого». 10 октября 1924 года снова арестован — на этот раз за «распространение контрреволюционных идей в пользу мировой буржуазии». Поводом послужил его памфлет «Марксиада» («К. Маркс и ЧК»). В результате приговорён к 3 годам заключения в лагере. Решением медицинской комиссии временно оставлен отбывать наказание в Бутырской тюрьме, а 25 мая 1925 года отправлен в Соловецкий лагерь особого назначения, работал там сторожем на огородах.
Осенью 1925 года благодаря хлопотам жены Софьи Григорьевны и ходатайству юридического отдела Помполита возвращён в Бутырскую тюрьму, где работал в библиотеке, позднее по ходатайству Екатерины Павловны Пешковой освобождён с запретом проживания в Москве и области в течение трёх лет.
По предложению Александры Львовны Толстой, бывшей в то время хранителем музея-усадьбы писателя, стал научным сотрудником и заместителем хранителя в Ясной Поляне.
«Работа в Ясной Поляне — лучшая полоса моей жизни. Я имел возможность водить экскурсии и был при этом поражён, что российский народ, и крестьянство в особенности, несмотря на тяжелые условия коллективизации, проявляют огромный интерес к личности и творчеству Толстого. Именно в Ясной Поляне я наиболее полно ощутил радостную удовлетворённость своим трудом, чувствовал, что дело, которым я занимаюсь, — нужное и весьма полезное обществу», — писал впоследствии Ильинский.
В 1929 году Александра Львовна Толстая эмигрировала за границу, рекомендовав его на должность директора дома-музея. Чтобы уберечь Ильинского от нападок недоброжелателей и возможного ареста, нарком просвещения А. С. Бубнов назначил его на должность учёного секретаря созданного в 1932 году Государственного литературного музея. Но и это не спасло учёного-толстоведа от преследования. 28 марта 1935 года он был арестован «за антисоветскую агитацию». 13 мая 1935 года освобождён, а дело прекращено. 31 августа 1937 года вновь арестован в Туле, 8 декабря тройкой НКВД по Тульской области приговорён к высшей мере наказания и 10 декабря 1937 года расстрелян.
Брат — Фёдор Владимирович Ильинский (1889 — 1944), драматург.